# Brains-sur-les-Marches
Brains-sur-les-Marches ist eine französische Gemeinde mit 276 Einwohnern (Stand: 1. Januar 2022) im Département Mayenne in der Region Pays de la Loire. Die Gemeinde gehört zum Kanton Cossé-le-Vivien im Arrondissement Château-Gontier. Die Einwohner werden Brennois genannt.

## Geografie
Brains-sur-les-Marches liegt etwa 48 Kilometer südwestlich von Laval. im nördlichen Gemeindegebiet entspringt das Flüsschen Pelleterie. Umgeben wird Brains-sur-les-Marches von den Nachbargemeinden Rannée im Norden und Nordwesten, Fontaine-Couverte im Norden und Nordosten, Saint-Michel-de-la-Roë im Osten und Südosten, Saint-Aignan-sur-Roë im Süden und Südosten sowie Drouges im Westen.

## Bevölkerungsentwicklung
| Jahr                       | 1962 | 1968 | 1975 | 1982 | 1990 | 1999 | 2006 | 2019 |
| -------------------------- | ---- | ---- | ---- | ---- | ---- | ---- | ---- | ---- |
| Einwohner                  | 423  | 353  | 293  | 220  | 224  | 229  | 235  | 277  |
| Quellen: Cassini und INSEE |      |      |      |      |      |      |      |      |

## Sehenswürdigkeiten

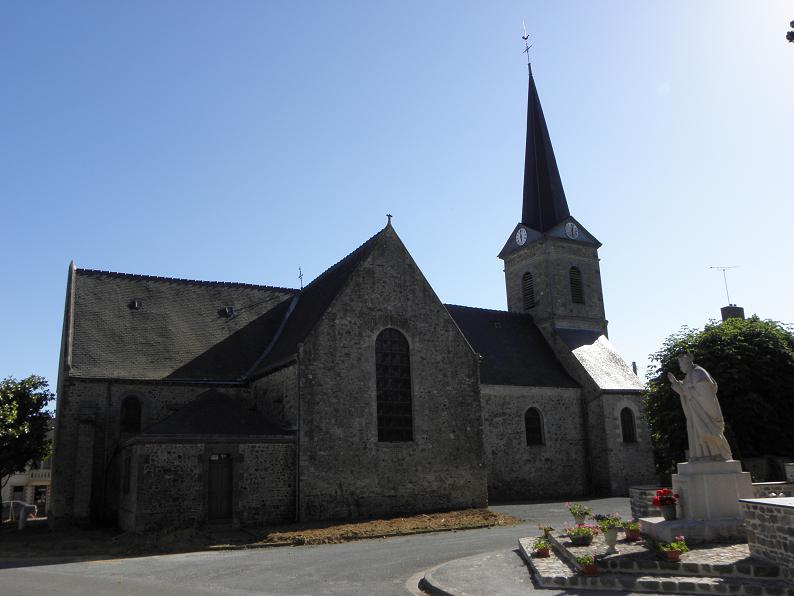
Kirche Saint-Pierre

- Kirche Saint-Pierre
- Monument Cardinal Suhard

## Persönlichkeiten
- Emmanuel Suhard (1874–1949), Bischof von Bayeux und Lisieux (1928–1930), Erzbischof von Reims (1930–1940), Kardinal (1935–1949)